# Federal Rules of Civil Procedure
Les Federal Rules of Civil Procedure sont les règles de procédure civile applicables aux Cours de district des États-Unis.